# Chiesa di San Valerio (Occimiano)
La chiesa di San Valerio è la parrocchiale di Occimiano, in provincia di Alessandria e diocesi di Casale Monferrato; fa parte dell'unità pastorale Madonna dell'Argine – San Giovanni Bosco.

## Storia
La prima citazione di una chiesa a Occimiano dedicata a San Valerio risale al 1178; se nel 1299, nel 1348 e nel 1440 questa chiesa risultava essere filiale della pieve di Mediliano, nel 1360 invece fu attestata come dipendente da quella di Giarole.

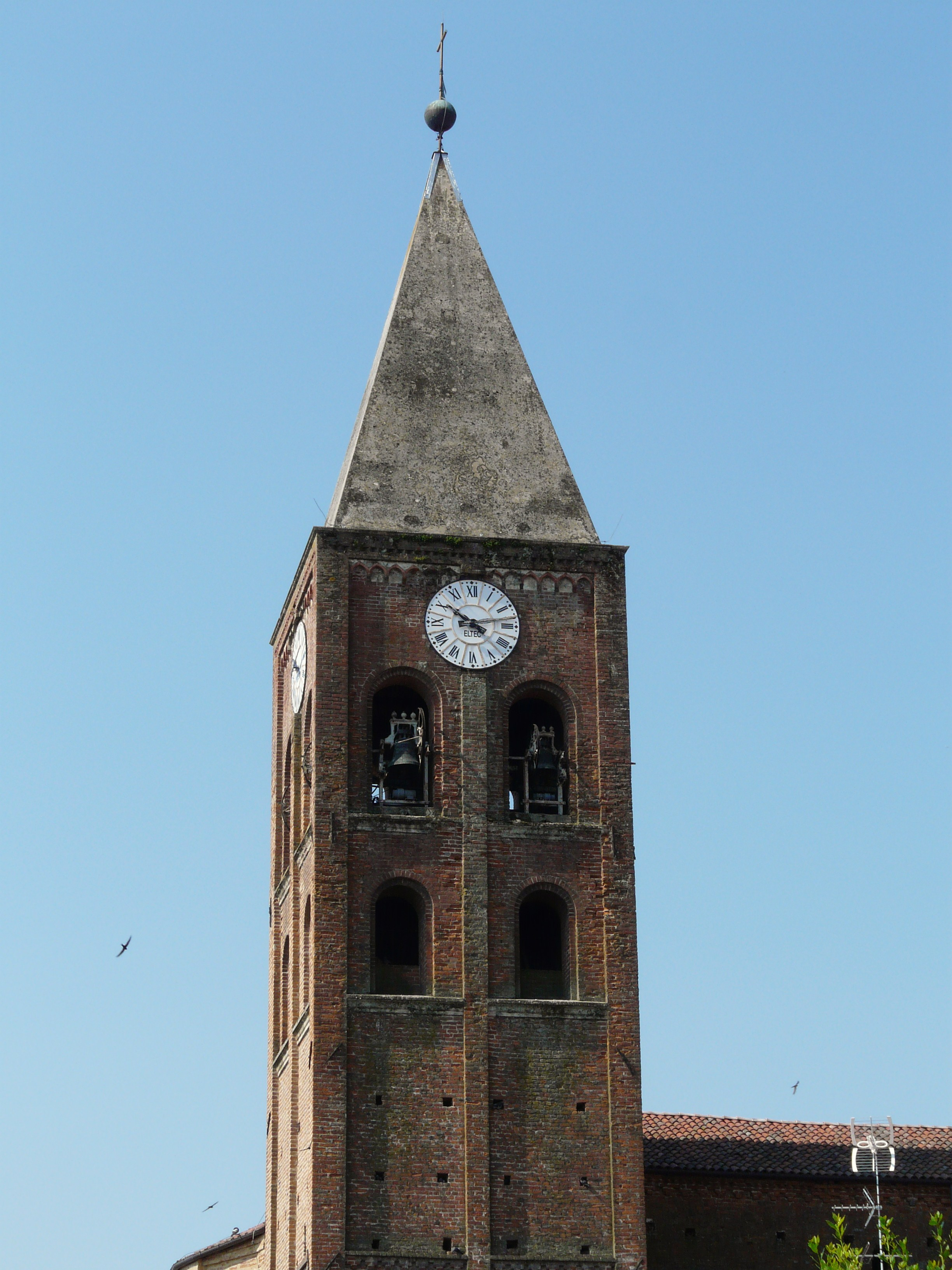
Il campanile

Questa antica chiesa si trovava lì dove inizia la strada della Costa, ne' pressi della collina e a ricordo di tale edificio venne eretto un pilone.
Nel 1474 la chiesa passò dall'arcidiocesi di Vercelli alla neo-costituita diocesi di Casale Monferrato.
Nel 1486 fu posta la prima pietra dell'attuale parrocchiale; tuttavia, la costruzione procedeva molto lentamente e la consacrazione poté essere celebrata dal vescovo di Casale Monferrato Scipione d'Este appena il 30 novembre 1555.
Nel 1568 il pavimento risultava essere ancora in terra battuta e nel 1622 alcuni lavori eseguiti da Giovanni Battista Rigollo interessarono il coro e le cappelle di San Carlo e della Madonna; nel 1811 la struttura fu sottoposta ad un intervento di restauro, diretto da Agostino Vitoli, e nel 1814 venne costruita la sagrestia.
Il 27 luglio 1867 la chiesa ricevette la seconda consacrazione, impartita dal vescovo di Casale Monferrato Pietro Maria Ferrè.
Tra il 1812 e il 1883 la navata venne prolungata e, in quest'occasione, fu eretta la nuova facciata, disegnata da Gioacchino Varino; il campanile subì un intervento di restauro tra il 1924 e il 1925.

## Descrizione

### Facciata
La facciata, che è a salienti, presenta nella parte centrale quattro colonne binate sorreggenti l'arco trionfale, in cui è inscritta una finestra semicircolare; sono inoltre presenti due statue raffiguranti San Lorenzo e San Giorgio e un busto di San Valerio.

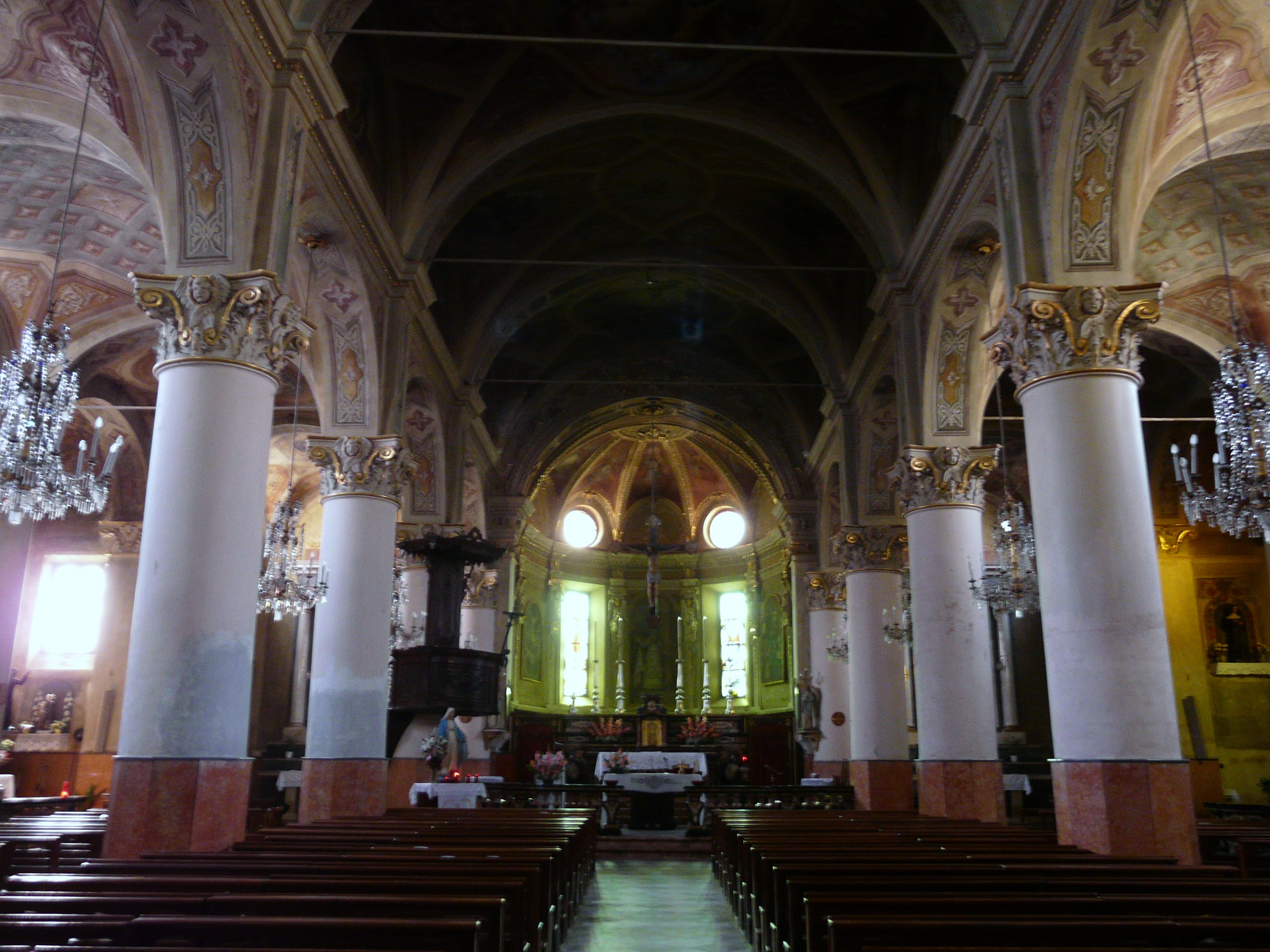
L'interno

### Interno
Opere di pregio conservate all'interno, che è suddiviso in tre navate, sono l'altare laterale di San Giorgio, costruito nel 1764 da Domenico e Francesco Maria Colombara, la pala ritraente la Vergine Immacolata coi Santi Giuseppe e Defendente, di scuola moncalvesca, la pala avente come soggetto Santa Maria Assunta, eseguita nel 1726 dal bolognese Aureliano Milani, il quale dipinse pure le coeve tele del Transito di San Giuseppe e dell'Apparizione di Cristo a Camillo de Lellis, l'altare maggiore, realizzato nel 1751 forse dai Pellagatta, la tavola con la Madonna con il Bambino, opera del 1580 di Bernardino Lanino, due pale del 1622 di Giorgio Alberini, raffiguranti la Deposizione di Gesù dalla croce e la Madonna col Bambino e i Santi Carlo e Francesca Romana, l'affresco dell'Incoronazione della Vergine e i due quadri ritraenti Santa Filomena e la Beata Vergine Maria Ausiliatrice, eseguiti da Giuseppe Zino.
Inoltre sono visibili pure due lapidi di epoca romana, di cui una del I secolo e l'altra del II secolo.